# جنگل ملی کوکونینو
جنگل ملی کوکونینو (به انگلیسی: Coconino National Forest) یک پارک ملی در ایالت آریزونا در آمریکا است.
مساحت این جنگل ۷۳۷۱ کیلومتر مربع است.